# Leptacis asclepius
Leptacis asclepius är en stekelart som först beskrevs av Walker 1839.  Leptacis asclepius ingår i släktet Leptacis och familjen gallmyggesteklar. Inga underarter finns listade i Catalogue of Life.